# Mascara (make-up)

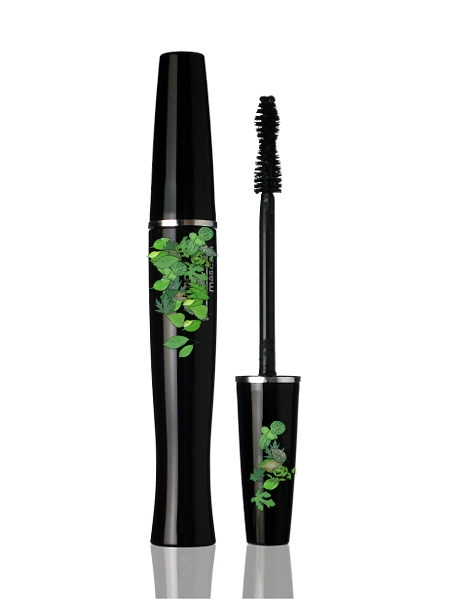
Flesje mascara (geopend)

Mascara is een bij de make-up gebruikte vloeistof om de oogwimpers en eventueel wenkbrauwen te kleuren en te accentueren.

## Geschiedenis

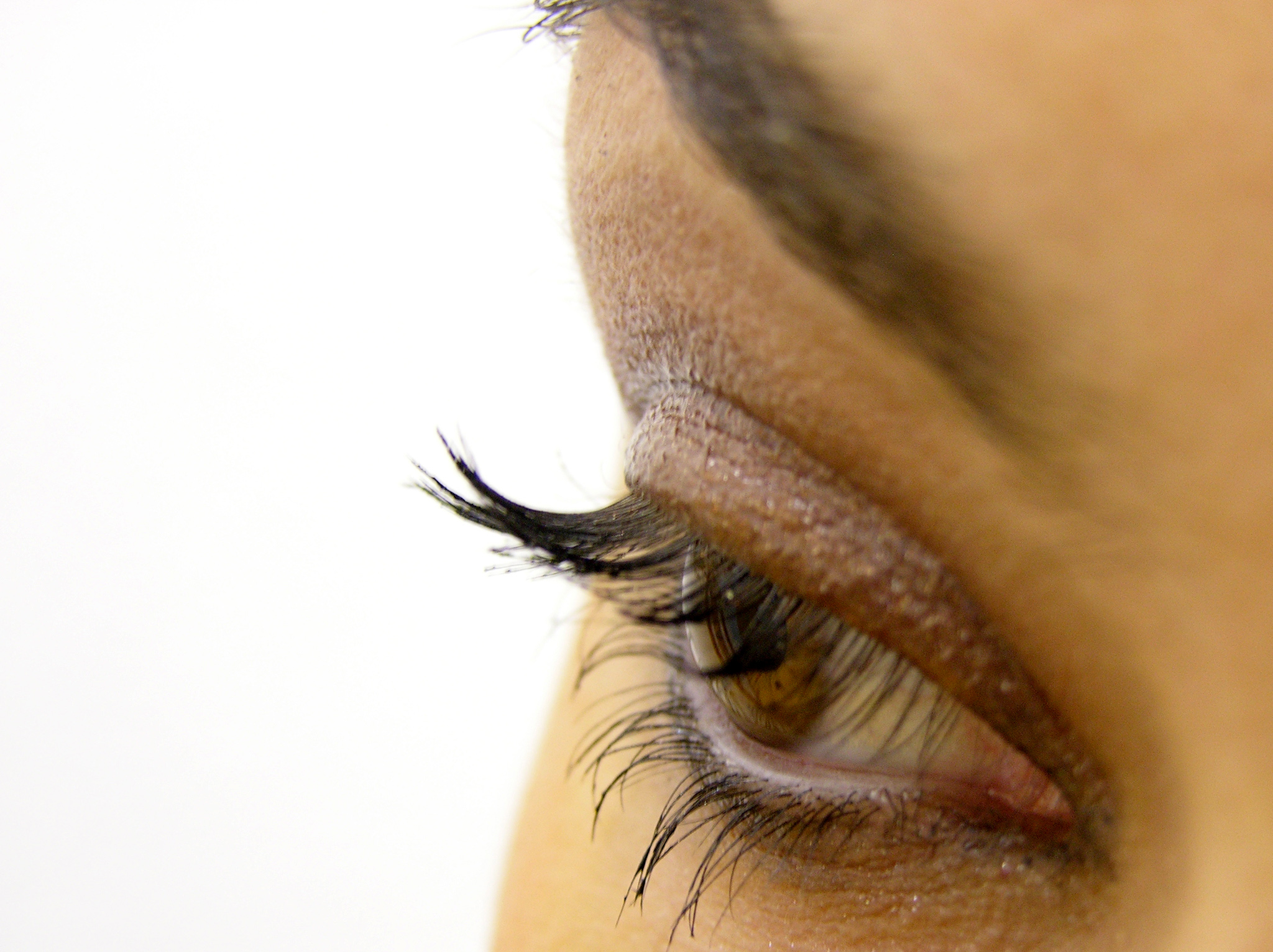
Wimpers bewerkt met mascara

De eerste mascara werd gemaakt door het merk Maybelline in 1917, maar een soortgelijk goedje werd al meer dan 3000 jaar voor onze jaartelling gebruikt. Deze massa werd samengesteld uit galena (donkergrijs mineraal gesteente), malachiet, koolstof, honing en krokodillenpoep. Met de val van het Romeinse rijk verdween de mascara weer van het toneel. Pas in de 19e eeuw werd mascara weer gemaakt door de plaatselijke apothekers of thuis. De uitvinding van vaseline droeg aanzienlijk bij aan de ontwikkeling van de mascara. In de laatste helft van de twintigste eeuw werden de verpakkingen en borstels ten slotte verbeterd voor een betere applicatie.

## Gebruik
De mascara wordt aangebracht met een borsteltje of een kammetje en doet de wimpers voller en langer lijken. Er bestaan verschillende soorten borsteltjes.
De meest gebruikte kleuren zijn zwart en donkerbruin, maar ook blauw is geen uitzondering. Tegenwoordig zijn ook fellere kleuren en mascara's met glitter te koop. Er zijn mascara's op waterbasis, die niet bestendig zijn tegen regen of tranen. Wanneer men wrijft kunnen vegen op het gezicht ontstaan. Er zijn ook watervaste (Engels: waterproof) mascara's in de handel, waarmee men zelfs kan zwemmen zonder vlekken onder de ogen te krijgen. Om deze mascara te verwijderen is een speciale remover nodig.
Het borsteltje dat wordt gebruikt voor het opbrengen van mascara of het bijwerken van de wenkbrauwen wordt ook wel 'spoolie' of 'spooly' genoemd. Het woord is afkomstig van het Engelse woord "spool" (wat "spoel" betekent), verwijzend naar de opvallende eigenschap van de borstel die rondom de as bevestigd zit en niet slechts aan één kant, zoals bij bijvoorbeeld een tandenborstel. De uitgang “-y” duidt op het kleine formaat van het borsteltje.